# Bienvenue à Cadavres-les-Bains
Série
Silentium!
(2004) Das ewige Leben
(2015)
Pour plus de détails, voir Fiche technique et Distribution.
Bienvenue à Cadavres-les-Bains (Der Knochenmann) est un film autrichien réalisé par Wolfgang Murnberger sorti en 2009. Il s'agit de la quatrième enquête de Simon Brenner portée à l'écran.

## Synopsis
Brenner, flic raté, enquêteur privé appointé par une compagnie de recouvrements de prêts sur véhicules, est sur les traces de Alexander Horvath, disparu d'un hôtel en rase campagne, où l'atmosphère déjà pesante est alourdie par un personnel suspicieux, aux activités mystérieuses …

## Fiche technique
- Titre : Bienvenue à Cadavres-Les-Bains
- Titre original : Der Knochenmann (littéralement « l'homme des os »)
- Réalisation : Wolfgang Murnberger
- Producteur : Danny Krausz, Kurt Stocker
- Scénario : Wolf Haas
- Musique : Sofa Surfers
- Montage : Evi Romen
- Photographie : Peter Von Haller
- Société de distribution : MK2
- Pays d'origine :  Autriche
- Langue originale : allemand
- Durée : 124 minutes
- Date de sortie : 2 septembre 2009 en  France

## Distribution
- Josef Hader : Brenner
- Josef Bierbichler : Löschenkohl
- Pia Hierzegger : Alexandra
- Birgit Minichmayr : Birgit
- Simon Schwarz : Berti
- Helmut Vinaccia : Kurt